# Koninklijk Paleis (Milaan)
Het Koninklijk Paleis (Italiaans: Palazzo Reale) was eeuwenlang de zetel van de regering van de stad Milaan en van het Koninkrijk Lombardije-Venetië. Tot 1919 was het paleis in het bezit van de koninklijke familie. Het gebouw werd toen door de staat aangekocht en sindsdien wordt het gebruikt voor tentoonstellingen.
Aanvankelijk was het paleis veel groter dan nu en had het twee binnenplaatsen. Later werden delen gesloopt om meer ruimte te bieden voor de Dom. Het paleis ligt ten zuiden van de Dom. De voorgevel van het paleis volgt de lijn van de voormalige binnenplaats. Daarom ligt de ingang een eindje van de Piazza del Duomo af.
Het meest opvallend in het paleis is de Zaal van de Kariatiden op de eerste verdieping. Deze bevindt zich op de plaats van het oude theater dat in 1776 door brand werd verwoest. Deze zaal werd tijdens het bombardement van de geallieerden in 1943 zwaar beschadigd. Na de oorlog bleef het paleis nog ruim twee jaar onaangeroerd liggen. Dit leidde tot nog meer schade, zodat een groot deel van het neoclassicistische interieur verloren ging.

## Negenhonderd jaar geschiedenis

### Van het ontstaan tot de 16e eeuw

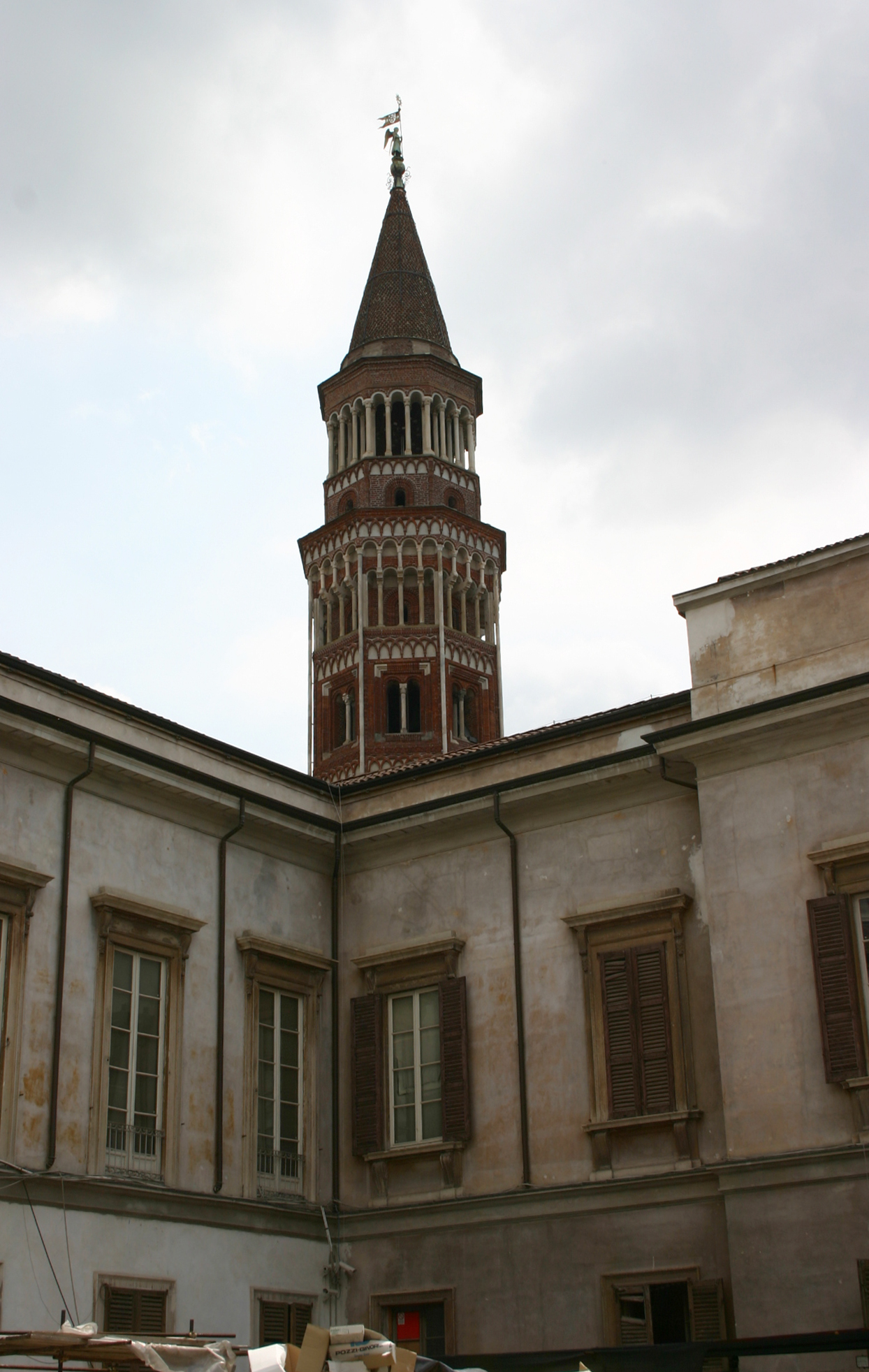
De klokkentoren van de San Gottardo in Cortekerk, het enig overgebleven voorbeeld van de Gotiek in het paleis

Het koninklijk paleis is nauw verbonden met de geschiedenis van de stad Milaan en heeft dan ook een zeer oude geschiedenis. In de periode van de Italiaanse Stadstaten (1000-1400) ontstond het paleis als Palazzo del Broletto Vecchio. Het was toen de zetel van de regering van Milaan.
Het paleis werd tijdens de heerschappij van de families Torriani, Visconti en Sforza het politieke centrum van de stad en zo kreeg het paleis de rol van Hertogelijk paleis en dus het centrum van het Hertogdom Milaan.
Na de bouw van de Dom werden er tijdens het bewind van Francesco Sforza grote veranderingen doorgevoerd in het gebouw

### De 16e eeuw
Toen in de eerste helft van de 16e eeuw het bewind van de Sforza’s ten val kwam en de Fransen Milaan binnentrokken, kreeg het Castello Sforzesco, dat tot in die tijd het officiële paleis was van de hertogen van Milaan, steeds meer een militair karakter en werd het steeds minder geschikt voor representatieve doeleinden. Onder het bewind van de Franse koning Lodewijk XII en Frans I vond dan ook de verplaatsing van het hof naar het koninklijk paleis plaats.
Pas in de Spaanse periode kwam het paleis tot grote bloei. Toen in 1546 de nieuwe gouverneur Ferrante Gonzaga in Milaan arriveerde, maakte hij van het paleis zijn vaste woonplaats en zo werd het gebouw het enige en echte regeringscentrum van Milaan. Het paleis werd in die tijd dan ook Palazzo Gonzaga genoemd. Gonzaga gaf ook opdracht om in het paleis zalen met een representatief karakter te maken. Men begon met de restauratie van het gedeelte tussen de binnenplaats (het huidige voorplein) en de tuin (de huidige binnenplaats). Deze opdracht werd gegeven aan Domenico Giunti. Ook de andere vertegenwoordigende organen van de stad kregen een plek in het gebouw. In de twee zijvleugels kwamen de Senaat van de burgerij, de koninklijke tribunalen en verschillende rechtbanken.
Om de uitvoering van deze projecten mogelijk te maken, liet Gonzaga de oude kerk van Sant’Andrea al Muro Rotto slopen en voegde de grond toe aan het paleisterrein. Een afgesloten binnenweg leidde van de binnenplaats naar de San Gottardokerk. Deze zou voortaan de paleiskapel zijn.
In 1535 was Milaan onder Spaans bestuur gekomen en dat zou zo blijven tot 1714. De nieuwe gouverneurs zetelden in het paleis en zij ondernamen grote projecten om het paleis te verbouwen en te vergroten. In het paleis werd in 1594 het eerste theater van Milaan gebouwd. Het werd in 1659 door brand verwoest, maar pas in 1717 weer opgebouwd. In 1776 werd besloten om dit theater af te breken en om tegelijkertijd het nu wereldberoemde Scalatheater te gaan bouwen.
Toen aan het eind van de 16e eeuw de nieuwe gouverneur Antonio de Guzman y Zuniga, markies van Ayamonte in Milaan kwam, werden er weer nieuwe verbouwingen begonnen. Hij slaagde erin om Pellegrino Tibaldi, de vaste architect van aartsbisschop Carolus Borromeus, te strikken voor het werk. Deze had ook al gewerkt aan de Dom, het aartsbisschoppelijk paleis en kanunnikenhuis van de Dom (Palazzo dei Canonici). Tibaldi werkte tussen 1573 en 1598 aan het paleis. In deze jaren werd de volledige decoratie van de woonvertrekken, de zuilengangen, de privékapel en de San Gottardokerk opnieuw geschilderd. Aan dit project werkten de belangrijkste kunstenaars uit die tijd mee: Aurelio Luini, Ambrogio Figino, Antonio Campi en uiteraard Pellegrino Tibaldi zelf. Het stucwerk en de grotesken werden gemaakt door Valerio Profondavalle, een Vlaamse schildermeester die ook enkele ramen had gemaakt voor de Dom van Milaan.
In deze periode ontstond ook het eerste Hoftheater. Dit was het begin van veel verwikkelingen die in de 18e eeuw zouden uitmonden in de bouw van het Scalatheater.

### De 17e en 18e eeuw

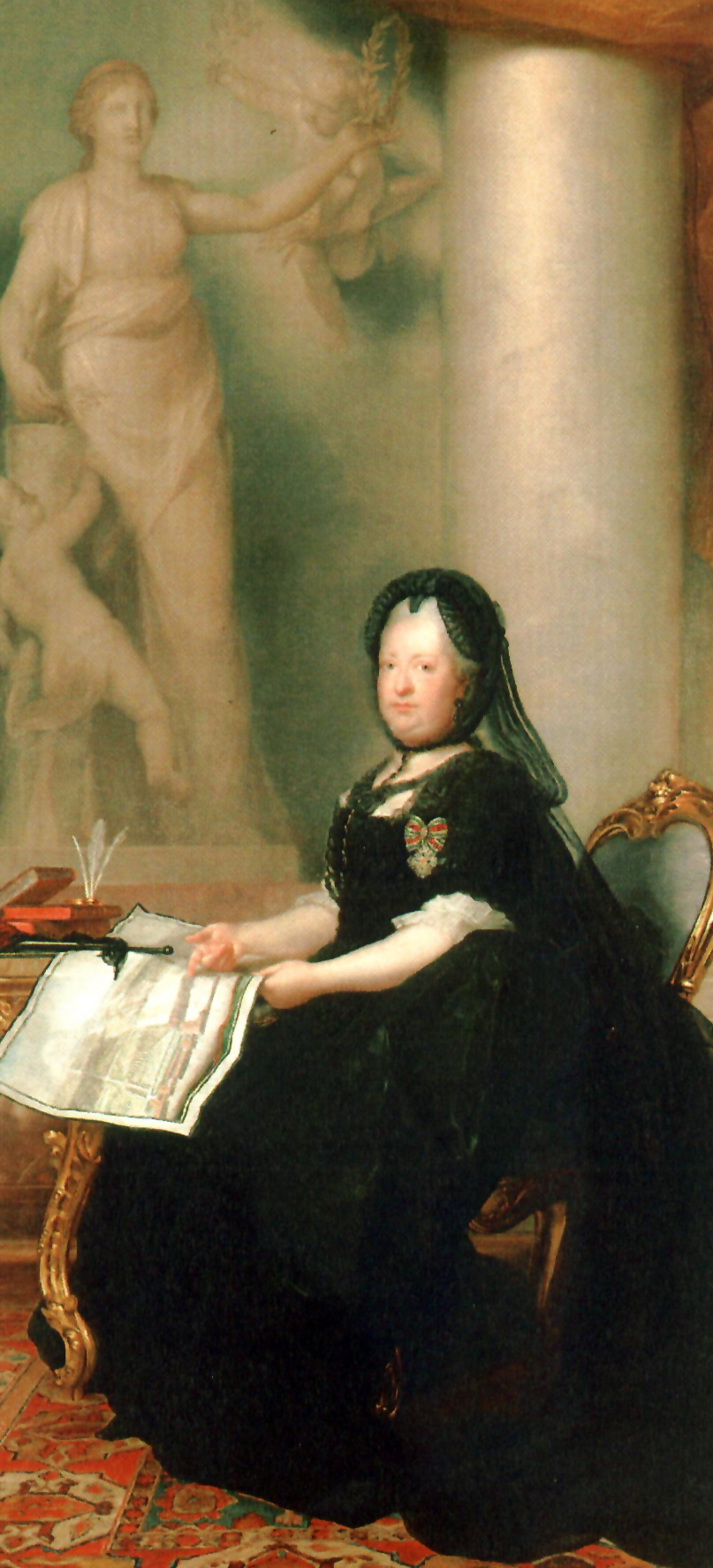
Maria Theresia van Oostenrijk, geschilderd door Anton von Maron, Koninklijk Paleis te Milaan. Een teken van haar belangrijke rol voor Milaan

De 17e eeuw was een periode van stagnatie en daarom werd er niet veel veranderd aan het paleis. Door verschillende oorlogen en vanwege een pestepidemie liep het gebouw in deze periode daarentegen wel heel wat schade op. In de nacht van 24 op 25 januari 1695 brak er bovendien brand uit in het Hoftheater, waardoor grote delen van het paleis verwoest werden. Dit leidde ertoe dat er meer dan twintig jaar geen theatervoorstellingen aan het hof plaatsvonden.
Na de Spaanse Successieoorlog kwam Milaan definitief in het bezit van Oostenrijk. De eerste gouverneur werd in 1717 graaf Maximiliaan van Löwenstein. Hij begon nog datzelfde jaar met de werkzaamheden voor de bouw van een nieuw theater aan het hof. Het moest groter worden en een betere akoestiek hebben. Het theater kreeg een parterre, vier rangen en een engelenbak. De zitplaatsen werden in hoefijzervorm aangelegd.
De uitvoering van het project werd opgedragen aan Francesco Galli da Bibbiena, die ook zijn leerlingen Giandomenico Barbieri en Domenico Valmagni bij het werk betrok. De bouw werd voltooid op 26 december 1717 en het theater werd plechtig in gebruik genomen met een uitvoering van de opera Costantino van Francesco Gasparini. Naast dit theater bevond zich in het paleis een foyer bedoeld voor kansspelen en waar snacks en drankjes en ook maskers en kostuums voor feesten verkocht werden.
In 1723 werd het paleis opnieuw door brand getroffen. Deze trof vooral de ontvangstzalen hard. Gouverneur Wirich von Daun startte nieuwe restauratiewerkzaamheden op en wilde hierbij gelijk het paleis nog luisterrijker maken. Hij liet een van de binnenplaatsen opnieuw schilderen. Het wat donkere uiterlijk dat het paleis sinds de 16e eeuw had veranderde hij door de muren wit te verven en hij omlijstte de ramen met barokke kozijnen naar een ontwerp van Carlo Rinaldi. Ook de San Gottardokerk, die nu ‘koninklijk-hertogelijke kapel’ ging heten, werd opnieuw geschilderd en kreeg daarbij nieuw sierstucwerk en verguldsels.
In deze tijd bevonden zich rond de grote binnenplaats allerlei overheidsdiensten en enkele rechtbanken. Hoewel deze instellingen slechts administratieve taken hadden, coördineerden ze toch alle inkomsten en uitgaven van de staat en beslechtten ze geschillen binnen het gebied van Milaan. Het bestuur van de staat Milaan bevond zich echter in nieuwe kantoren aan de noordkant van de tuin, waar ook de Geheime Raad onder voorzitterschap van de gouverneur bijeenkwam. Toch was de macht hiervan evenwel beperkt, omdat de echte macht bij het hof in Wenen lag.
In deze tijd werden ook de grote feestzaal en de audiëntiezaal op de begane grond gerestaureerd. De gouverneur en zijn gezin verbleven in de nieuwe vertrekken aan de noord- en zuidkant van de tuin. In de logeerkamers verbleef in 1739 Maria Theresia tijdens haar bezoek aan Milaan.

### Investeringen van Pallavicini

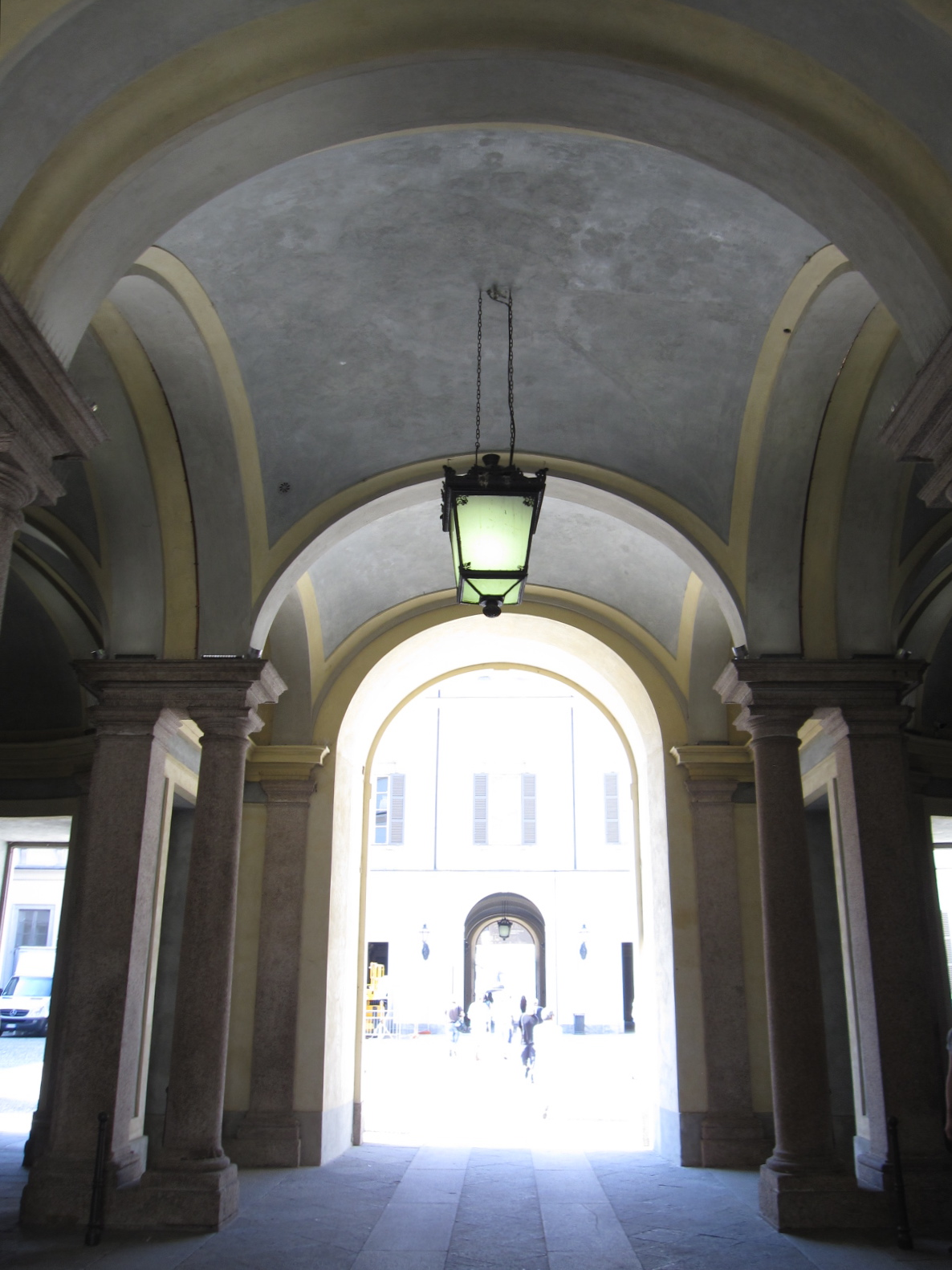
Toegangshal tot de binnenplaats

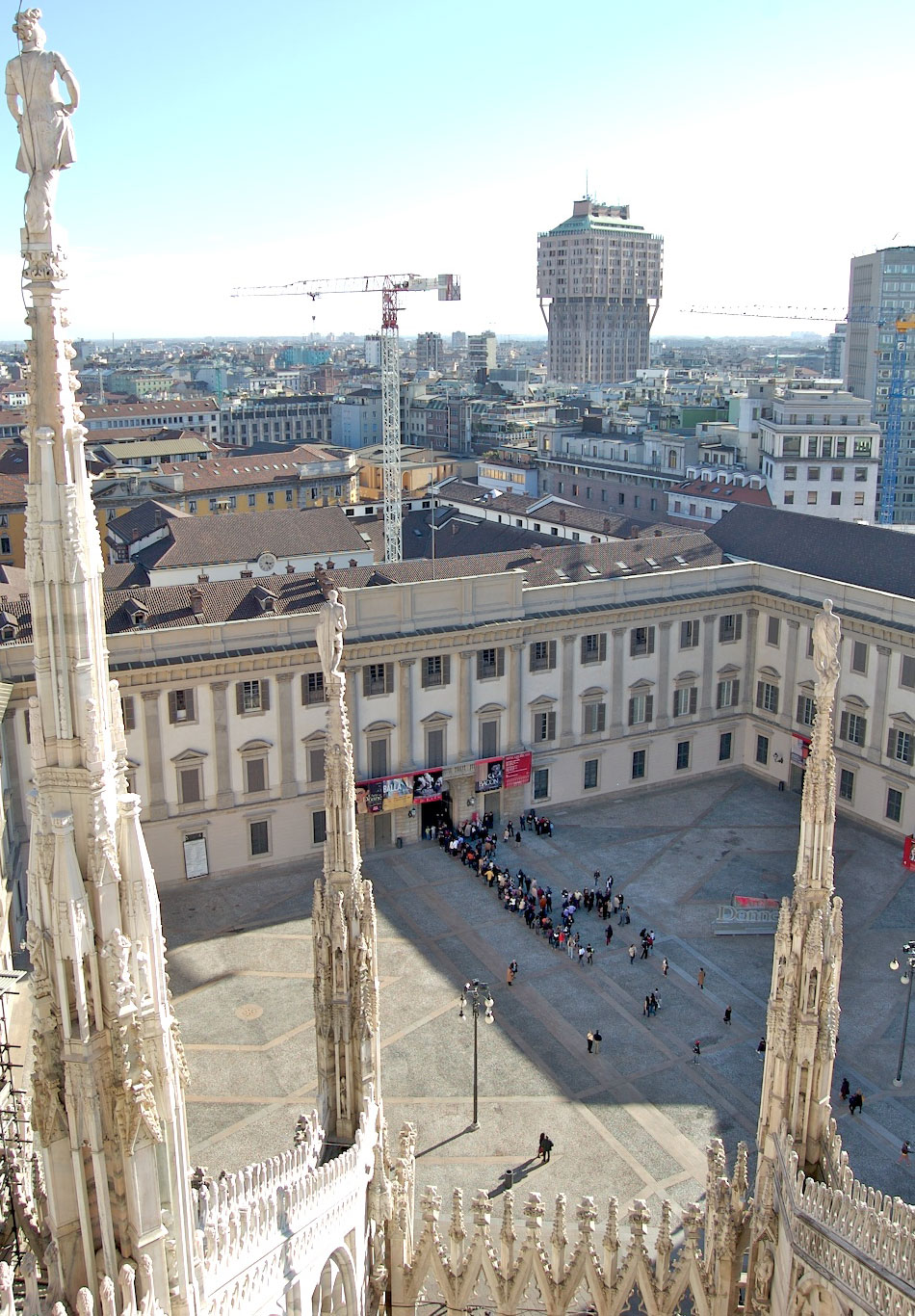
koninklijk paleis en het voorplein gezien vanaf het dak van de Dom

In 1745 kwam Giovanni Luca Pallavicini als nieuwe gouverneur en gevolmachtigd minister naar Milaan. Hij hield zich voor alles bezig met de herinrichting van het paleis. Hij begon bij de meubels, die hij op eigen kosten volledig liet vernieuwen. Ook richtte hij zich daarbij op het vervangen van het porselein, het zilverwerk en de kroonluchters.
Ondertussen werden ook de nieuwe vertrekken rondom de tuin gerestaureerd onder leiding van Francesco Croce, een gerenommeerd architect die ook werkte in de koepel van de Madonninakapel in de Dom. Hij zorgde in enkele van deze zalen ook voor het ophangen van de wandtapijten in de stijl van Rafael die speciaal voor deze zalen besteld waren bij de firma Gobelin.
De belangrijkste verandering in het paleis is het samenvoegen van de grote feestzaal en de audiëntiezaal tot een grote balzaal van 46 bij 17 meter (de huidige Sala delle Cariatidi). Aan de korte zijden werden podia gemaakt voor orkesten.
Een andere vernieuwing van Pallavicini was het inrichten van een grote Salle à manger, een zaal die uitsluitend bedoeld was voor galadiners. In Frankrijk was dit toen in de mode, maar in Milaan was dit nog onbekend. Pallavicini liet hiervoor een ruimte ten noorden van de kleine binnenplaats vergroten. Deze stond in verbinding met de keukens in de verdieping eronder en zo was het gemakkelijk om het eten op te dienen. Voordat hij in 1752 Milaan verliet slaagde hij erin om veel van het meubilair dat hij had meegebracht te verkopen aan het paleis en zo kwam dit alles in het bezit van de staat.

### Verdere vernieuwing: de ingrepen van Piermarini

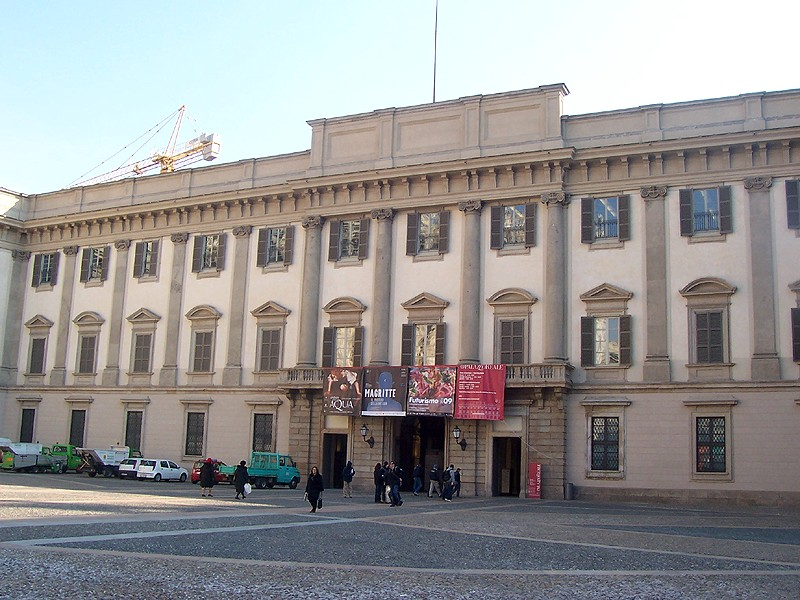
De voorgevel van het paleis volgens het ontwerp van Piermarini uit de tweede helft van de 18e eeuw.

In de tweede helft van de 18e eeuw, onder het bewind van de Habsburgers, kende het paleis een weelderig hofleven, waar veel belangrijke kunstenaars en architecten aan het werk waren met verdere vernieuwingen geïnspireerd op de rococostijl.
Een eerste project werd in gang gezet door keizer Jozef II, tijdens zijn verblijf in Milaan op 26 juni 1769. Hij was eerst van plan om de architect Luigi Vanvitelli te belasten met een opdracht, maar wellicht uit geldgebrek zag hij hier toch van af en bleef het paleis voorlopig ongewijzigd.
Ferdinand, een van de zonen van Maria Theresia trouwde op 15 oktober 1771 in de Dom van Milaan met Maria Beatrice d'Este en werd vervolgens de nieuwe gouverneur van Lombardije en moest daarom in het koninklijk paleis gaan wonen. Hij wilde graag wedijveren met de andere grote residenties in Europa, vooral met Schönbrunn in Wenen, waar zijn broer woonde. Zijn eerste idee was om een nieuw koninklijk paleis te laten bouwen voor zichzelf en om het bestaande paleis over te laten aan de overheidsdiensten, die toch extra ruimte nodig hadden. Vanuit dit plan verhuisde hij met zijn vrouw naar Palazzo Clerici in afwachting van een compromis: het oude paleis zou dan verbouwd worden zodat hij eindelijk een plaats had die waardig was voor de huisvesting van een Aartshertog. De meeste kantoren zouden dan moeten verhuizen om ruimte te kunnen bieden aan het hof. Ondertussen waren er in 1771 ook allerlei festiviteiten in het paleis vanwege dit huwelijk van aartshertog Ferdinand, waaronder een uitvoering van L'insubria consolata van Maria Teresa Agnesi en de opvoering van Ascanio in Alba van Wolfgang Amadeus Mozart. Hij werd in eerste instantie aangesteld als hofmeester in Milaan, maar dat werd geweigerd door keizerin Maria Theresia, die haar zoon dit per brief liet weten.

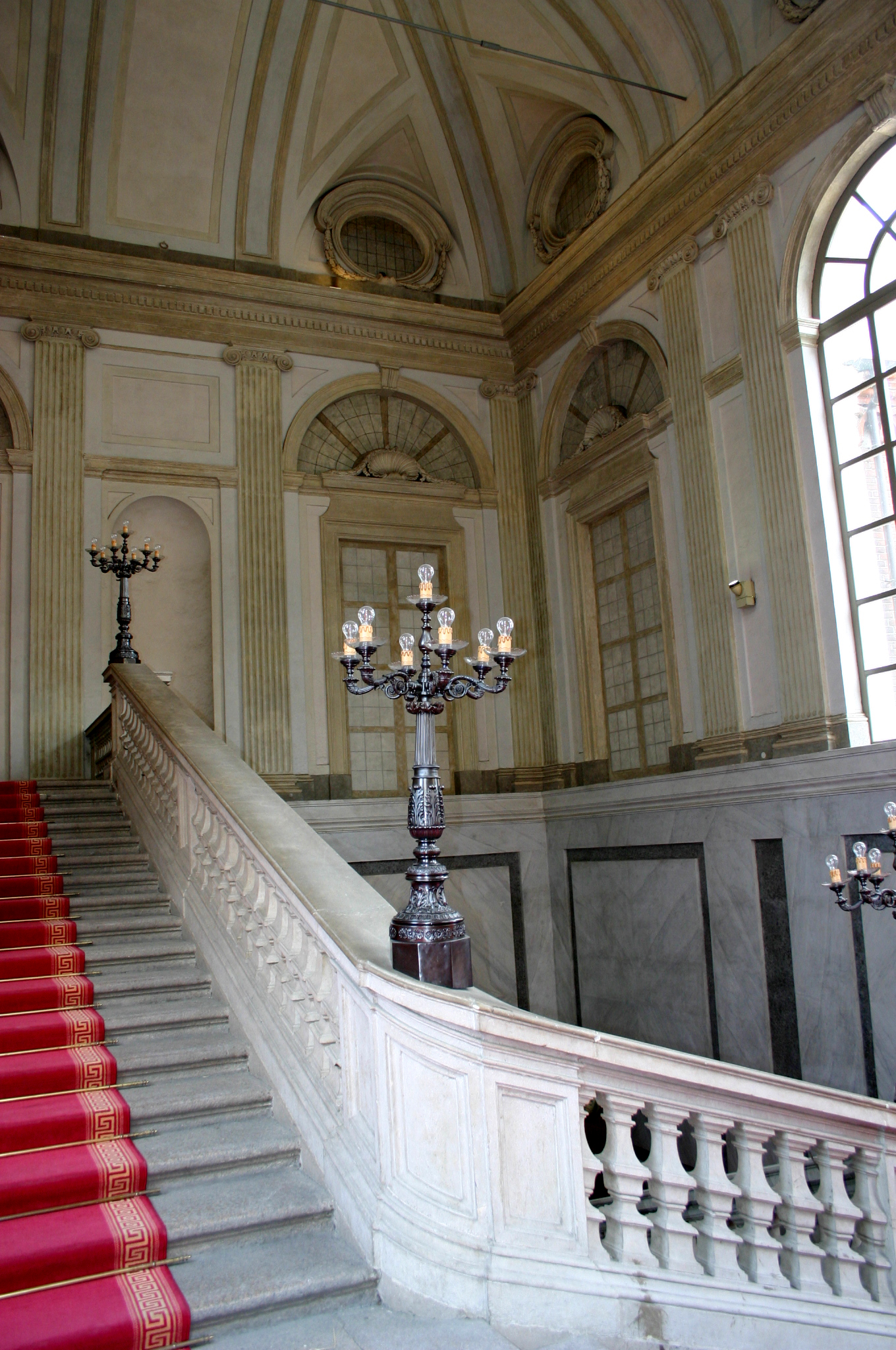
De neoclassicistische eretrap in het paleis

De bouwwerkzaamheden begonnen in 1773 onder leiding van Giuseppe Piermarini. Vanuit het Hof in Wenen was Leopold Pollack naar hem toegestuurd om toezicht te houden op de uitgaven, maar ook om zijn leerling te worden. De eerste daad van de nieuwe architect was het slopen van de voorgevel aan de kant van de Dom. De grote binnenplaats werd zo een groot plein en de Dom kwam meer in de ruimte te staan. In die tijd was dit nieuwe Piazzetta Reale nog groter dan het Domplein voor de Dom. In feite had Nicolò Pacassi, de hofarchitect in Wenen, deze ingreep al voorgesteld. De verbouwing van het paleis had te kampen met veel vertragingen. Piermarini moest voortdurend schipperen tussen zijn artistieke wensen en de financiële beperkingen die hem door Maria Theresia werden opgelegd. Daarbij kwamen dan nog de eisen en verwachtingen van de toekomstige bewoners: de gouverneur en zijn vrouw weigerden het Palazzo Clerici te verlaten als er in de verbouwing geen rekening werd gehouden met hun wensen. Piermarini gaf het exterieur van het paleis een sober en streng karakter. Hij maakte zich dus los van de barokstijl en introduceerde het neoclassicisme in Milaan. In de middeleeuwse voorgevel liet hij de ramen in een regelmatig patroon plaatsen. De muren liet hij bepleisteren en met pilasters in vlakken verdelen. Omdat men in Wenen zo veel mogelijk wilde besparen, bleven de drie bouwlagen zoals ze waren. De ingangspartij naar de centrale binnenplaats versterkte hij met vier grote halfzuilen. Er kwamen drie doorgangen met daarboven een bordes. Als bekroning van de gevel wilde hij een groot wapenschild en een rij standbeelden, maar dat ging uiteindelijk niet door. Opvallend is ook de bestrating van het voorplein met ruitvormige patronen in natuursteen en vlakvullingen met kiezelstenen in cement.
Tijdens deze werkzaamheden brak er in de nacht van 26 februari 1776 opnieuw brand uit in het hoftheater. Men besloot het brandgevoelige theater te verplaatsen en zo werd elders in de stad gedurende twee jaar het Scalatheater gebouwd. Dit zou een van de beroemdste theaters ter wereld worden. De vrijgekomen ruimte in het paleis werd gebruikt voor het creëren van nieuwe ontvangstsalons en om de tuin iets naar het westen te kunnen uitbreiden. Toch wilde men nog steeds een theater aan het hof hebben. Daarom werd pal naast het paleis aan de Via Larga de Cannobbia-school gesloopt en op die plek werd door Piermarini het Cannobbianatheater gebouwd. Nu staat hier het Teatro Lirico.
Ook het interieur van het paleis onderging veel veranderingen. De ruimtes werden opnieuw ingedeeld en die indeling is sindsdien vrijwel ongewijzigd gebleven. De indrukwekkendste ingreep is wel het maken van de Zaal van de Kariatiden geweest, zo genoemd vanwege de 40 kariatiden van Gaetano Callani in de zaal. In deze tijd werd ook de San Gottardokapel aangepakt. Er kwam een nieuw altaarstuk en decoraties in neoclassicistische stijl. Alleen de klokkentoren bleef behouden, omdat deze gezien werd als een voorbeeld van architectonische schoonheid uit de tijd van de Visconti’s.
De aartshertog gaf opdracht om bij de firma Gobelin nog meer wandtapijten te bestellen. Deze moesten het verhaal van Jason uitbeelden en naast de tapijten uit de tijd van Pallavicini komen te hangen. De zalen werden door Albertolli met sierstucwerk voorzien, met fresco’s beschilderd door Giuliano Traballesi en Martin Knoller en van een parketvloer voorzien door Giuseppe Margiolini. Al deze werkzaamheden werden pas in de 19e eeuw voltooid dankzij Andrea Appiani en na hem Francesco Hayez.
De werkzaamheden van Piermarini werden officieel beëindigd op 17 juni 1778, de dag waarop aartshertog Ferdinand het Palazzo Clerici verliet om in zijn nieuwe paleis te gaan wonen.

### De tijd van Napoleon en de Restauratie

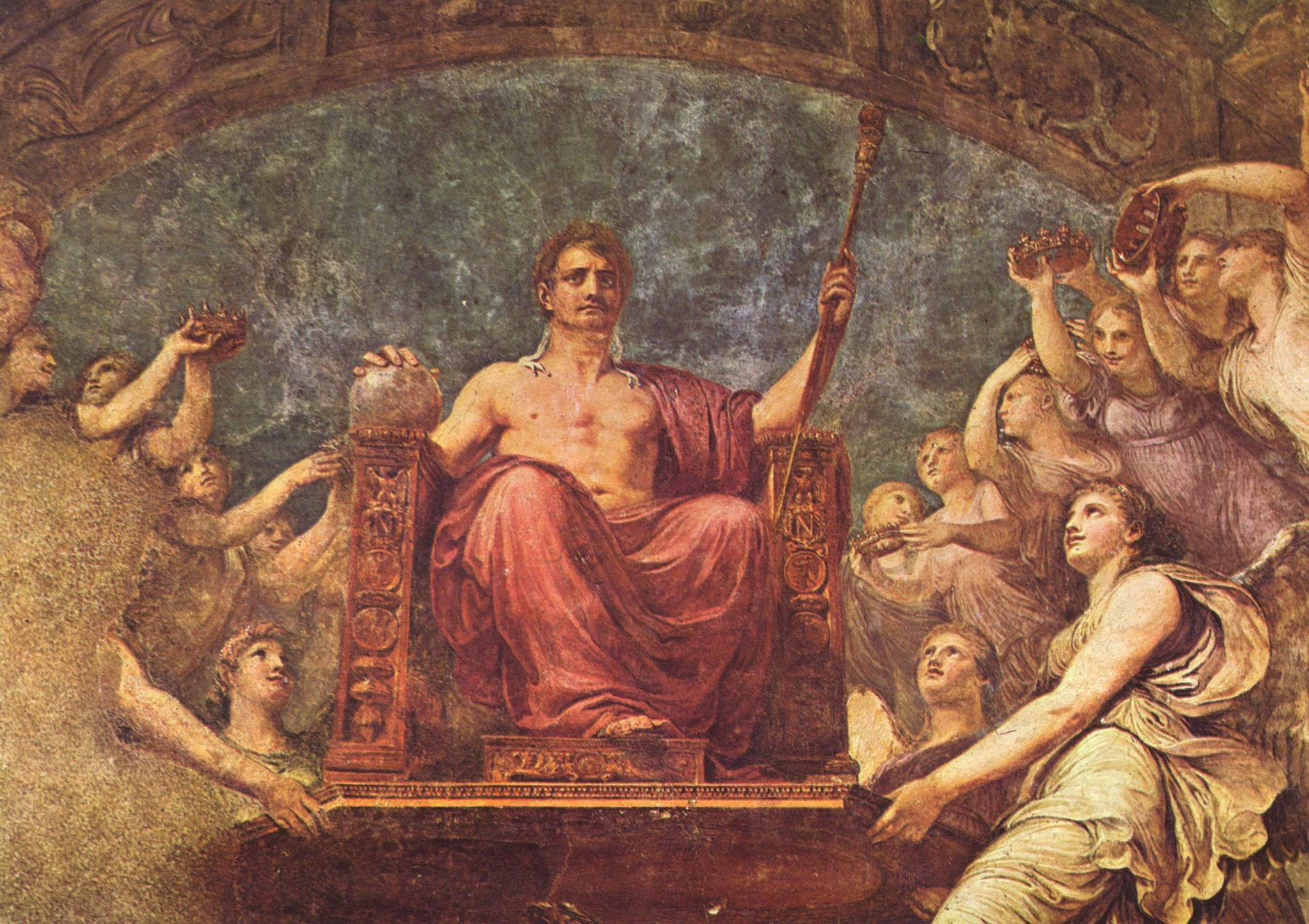
Een van de schilderingen van Andrea Appiani voor het koninklijk paleis met de triomf van Napoleon, afgebeeld naar de mode van de tijd als een Romeinse keizer.

In 1796 kwam Napoleon Bonaparte in Milaan. Hij was toen nog generaal en had de stad veroverd. Milaan werd door Frankrijk geannexeerd en werd tegelijkertijd de hoofdstad van de Cisalpijnse Republiek. Het paleis ging vanaf toen Palazzo Nazionale heten en werd de zetel van de belangrijkste regeringsorganen van de nieuwe republiek en ook van het militaire commandocentrum voor en na het Directoraat.
Toen in 1799 het Oostenrijks-Russische leger de macht overnam in Milaan, zag de Franse regering zich genoodzaakt om in allerhaast een groot deel van het meubilair in een veiling te verkopen, om te voorkomen dat het paleis geplunderd zou worden door het volk.
Pas in 1805 keerde de rust terug en vervolgens brak voor het paleis een periode van grote voorspoed aan. In dit jaar stichtte Napoleon het Koninkrijk Italië met Milaan als hoofdstad en zijn adoptiefzoon Eugène de Beauharnais als heerser. Hij kreeg als titel Onderkoning en zetelde in het koninklijk paleis. Milaan was nu de hoofdstad van een uitgestrekt koninkrijk dat heel Noord-Italië omvatte en men wilde dat de Milanezen goed doordrongen waren van deze nieuwe positie van de stad.
De oorlogsschade werd hersteld en er werden luxe nieuwe meubels besteld. Eugène de Beauharnais ging verder met de uitbreiding van het paleis aan de achterzijde. Dit project stond onder leiding van Luigi Canonica. Hij voegde het volledige blok toe dat nu gebruikt wordt door gemeentelijke diensten van Milaan. Hij bouwde hier de nieuwe paardenstallen, een ruime manege en veel kantoorruimtes, alles in neoclassicistische stijl. Dit project werd pas jaren later voltooid door Giacomo Tazzini, die ook de nieuwe gevel aan de Via Larga bedacht. Vanuit de manege, waar allerlei schouwspelen georganiseerd werden, kon men via een brug over de Via Rastrelli het Cannobbianatheater bereiken. Andrea Appiani kreeg de opdracht om de fresco’s in de ontvangstzalen te voltooien. Het eerste deel werd officieel geopend op 8 mei 1805 ter gelegenheid van het bezoek van Napoleon. Appiani was in 1813 nog steeds bezig om alle fresco’s te voltooien, maar werd toen getroffen door een hartaanval en daarom moest hij het werk neerleggen. Na de terugkeer van de Oostenrijkers werden de fresco’s voltooid door Pelagio Palagi en de nog jonge Francesco Hayez.
Na de val van Napoleon in 1814 stortte ook het Koninkrijk Italië in en daarmee verloor het paleis weer aan belang. In de periode van de Restauratie werd Milaan al snel weer belangrijk, toen de Oostenrijkers het Koninkrijk Lombardije-Venetië oprichtten. Het paleis werd opnieuw de hoofdzetel van een onderkoning en van een groot koninkrijk.

### Moderne tijd en het verlies van de Zaal van de Kariatiden

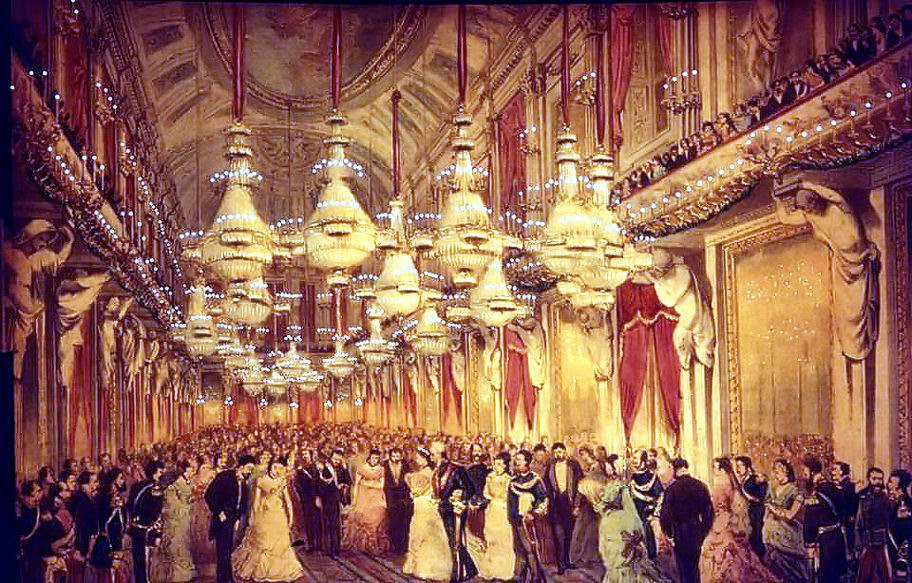
Het feest ter gelegenheid van de ontvangst van keizer Wilhelm I van Duitsland in de Zaal van de Kariatiden op 17 oktober 1875

Toen Lombardije in 1859 werd aangehecht aan Piëmont werd het koninklijk paleis de zetel van de gouverneur van de stad. Massimo d'Azeglio begon op 13 februari als eerste gouverneur, maar trad in ditzelfde jaar alweer af. In 1861 werd het Koninkrijk Italië uitgeroepen en kwam het paleis in persoonlijk eigendom van de koninklijke familie. De leden van de familie zijn hier echter slechts af en toe. Dat zou ook de hele periode van het koninkrijk zo blijven. Milaan was immers niet meer de hoofdstad van het rijk. Koning Umberto I verbleef liever in de Koninklijke Villa in Monza en daarom kwam hij slechts zelden in Milaan. Zijn opvolger Victor Emanuel III kwam alleen met officiële gelegenheden in het paleis. Zijn laatste officiële bezoek aan het paleis was vanwege de Wereldtentoonstelling van 1906.
Het laatste officiële bezoek aan het paleis vond plaats in 1919, toen de Amerikaanse president Wilson in Milaan werd ontvangen door Victor Emanuel III. Op 11 oktober van dit jaar verkocht de koninklijke familie het paleis aan de Italiaanse staat, onder de voorwaarde dat de vertrekken wel ter beschikking zouden blijven van de koninklijke familie. Enkele familieleden bleven tot aan de Tweede Wereldoorlog in het paleis wonen, zoals Adalbert van Savoye.
Vanaf de tweede helft van de 19e eeuw kreeg het paleis te maken met een aantal stevige ingrepen. Rond 1850 werd de oostelijke zijvleugel met twee ramen ingekort, waarschijnlijk om de toegang tot het paleis te verbeteren. Hierdoor ging wel de symmetrie verloren van het paleis, dat oorspronkelijk aan beide zijvleugels zeven ramen had. Een tweede ingreep vond plaats in 1925, toen de Koninklijke Stallen aan de achterzijde van het paleis gesloopt werden. Op het vrijgekomen terrein werd een groot kantoorgebouw voor gemeentelijke diensten neergezet. Ten derde werd in 1937 de rechterzijvleugel ingekort om plaats te maken voor de Arengario, een bijgebouw met een groot balkon dat als functie had om grote volksmassa’s te kunnen toespreken.
Het paleis werd zwaar beschadigd door een Engels bombardement in de nacht van 15 augustus 1943. De bommen troffen weliswaar alleen de oostkant van de binnenplaats, maar door de schokgolven ging een groot deel van de dakpannen kapot en verspreidde het vuur zich door de houten dakconstructie. Door de algehele paniek in de stad werd deze brand niet snel genoeg opgemerkt en geblust en zo bereikte het vuur ook de Zaal van de Kariatiden: de balken van het dak vielen dwars door het plafond heen, namen in hun val het balkon mee en verwoestten de tegelvloer. De hoge temperatuur in de zaal beschadigde de wandschilderingen en deze gingen verloren. Veel andere zalen kregen te maken met waterschade, waardoor ook veel kunstwerken zwaar beschadigd raakten. Tot ver in 1945 bleven grote delen van het paleis zonder dakbedekking, wat voor nog weer verdere schade zorgde. Talloze fresco’s en stucwerkdecoraties gingen verloren.
Pas in 1947 begon de Dienst voor cultureel erfgoed met de herstelwerkzaamheden van het paleis en dan in het bijzonder van de Zaal van de Kariatiden. Er werd een nieuwe vloer gelegd en de zaal werd opnieuw aangekleed. Dit gebeurde op een sobere manier, dus zonder de oorspronkelijke decoraties, hoewel die wel goed gedocumenteerd waren. Men wilde dat de zaal zo een getuigenis gaf van de gebeurtenissen in de oorlog.
Vanaf 1953 kwam de Zaal van de Kariatiden weer uitgebreid in het nieuws toen Picasso deze zaal uitkoos om daar zijn schilderij Guernica op te hangen voor een tentoonstelling van zijn werk. De keus voor de Zaal van de Kariatiden had daarbij dus een symbolische lading. Daarna volgden enkele decennia waarin er niets gebeurde aan het paleis. De wanden waren bedekt met gipsplaten en kleden. Wel werden er vele tentoonstellingen gehouden, maar wat er nog over was van de oorspronkelijke decoraties verkeerde in steeds slechtere toestand.
Vanaf het jaar 2000 begonnen er weer uitgebreide restauraties in het paleis. De Zaal van de Kariatiden heeft iets van haar oude luister teruggekregen, doordat de zwartgeblakerde plekken weer zorgvuldig schoongemaakt zijn en alle vloeren en wanden geconserveerd werden. Op het plafond zijn schetsen aangebracht die een idee geven van hoe de oorspronkelijke beschildering eruitzag voor de instorting.

## Het museum van het koninklijk paleis

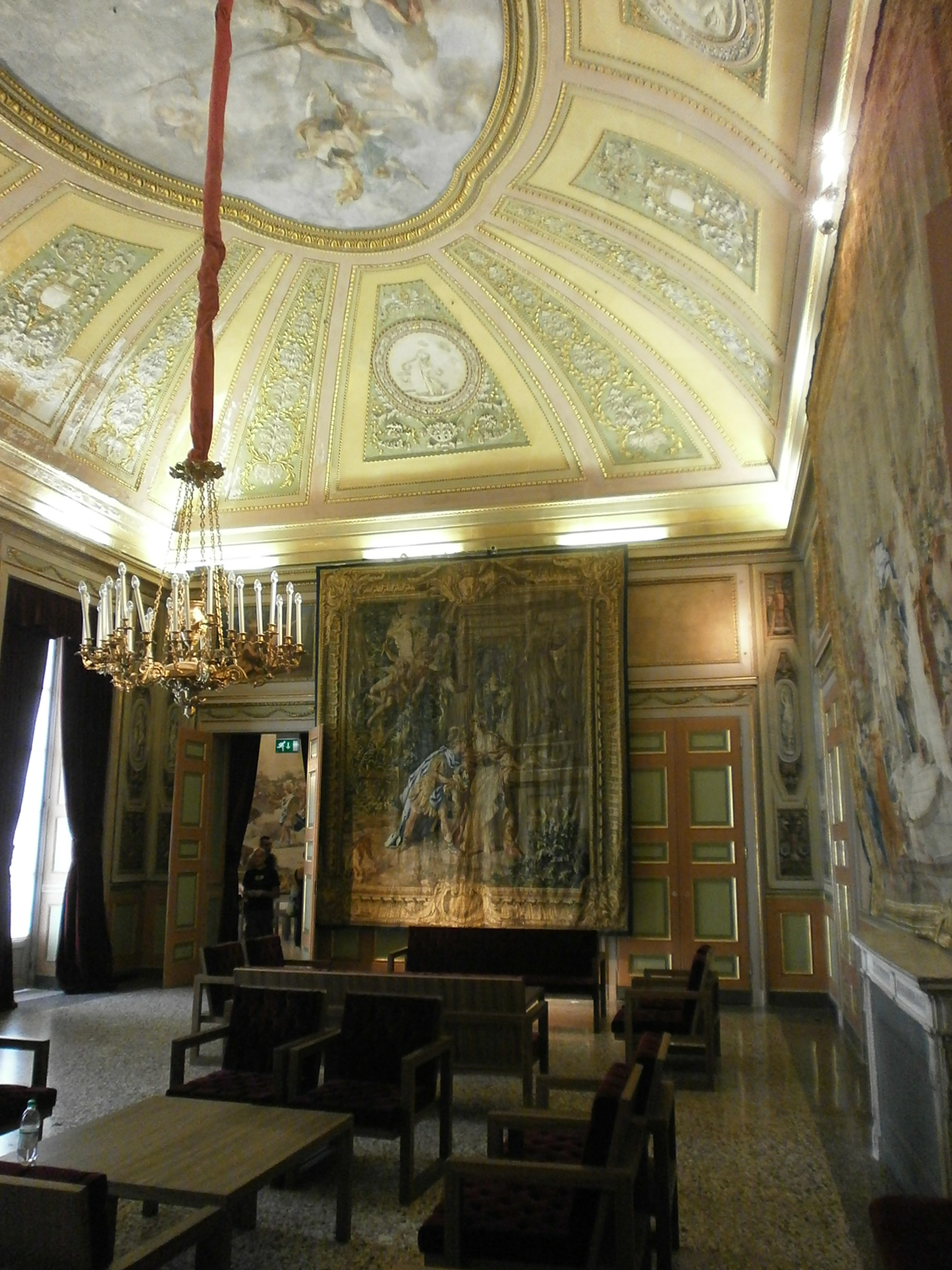
Een zaal in het koninklijk paleis

Pas aan het begin van de 21e eeuw, meer dan een halve eeuw na de verwoestingen in de oorlog, heeft het paleis weer zijn centrale rol in het sociale en culturele leven van Milaan ingenomen.
Nadat de derde fase van de restauratie voltooid was, had het paleis eigenlijk nog steeds niet zijn volledige luister terug. De twee eerst gerestaureerde delen van het paleis stonden inmiddels opnieuw in de steigers. In de zalen uit de tijd van Maria Theresia moet het museum van het koninklijk paleis komen, maar dit project ligt al een hele tijd stil. De bedoeling is dat er een route ontstaat langs de vier historische periodes van het paleis: de tijd van Maria Theresa en het neoclassicisme, de tijd van Napoleon, de tijd van de Restauratie en de tijd van het verenigde Italië. De restauratie van de eerste zalen hield ook in dat het originele meubilair werd hersteld, om zo de bezoeker een nog beter beeld te geven van de geschiedenis en de manier van leven aan het hof. De zalen die stammen uit het begin van het neoclassicisme (de tijd van Piermarini en van Napoleon) laten het meest duidelijk de pracht zien van de ‘verlichte’ tijd van toen, een tijd waarin Milaan ook op Europese schaal een belangrijke rol speelde.
De derde fase van de restauratie werd in 2008 afgerond. Hierbij werden ook de kamers van het oude Appartamento di Riserva weer hersteld. Hierin wordt een beeld gegeven van de manier waarop de koninklijke familie leefde aan het eind van de Habsburgse tijd in 1837. Sinds 2010 bevindt zich in de Arengario het Museo del Novecento, een museum met kunst uit de twintigste eeuw.

## Cultuurcluster van Milaan
Het koninklijk paleis maakt met drie andere instellingen deel uit van een cluster musea: Rotonda della Besana, Palazzo della Ragione en Palazzo dell'Arengario (waar het Museum van de Twintigste eeuw gevestigd is).
Het paleis speelt een belangrijke rol in het culturele leven van Milaan. Het grote succes van de recente tentoonstellingen over Monet, Picasso, Piero Manzoni en vele andere beroemde kunstenaars getuigen daarvan. Heel belangrijk was ook de tentoonstelling in 2009 naar aanleiding van het ontstaan van het futurisme honderd jaar eerder. Vanaf november 2013 wordt een vleugel van het paleis gebruikt voor de collecties van het museum van de Dom (Museo del Duomo).